# 臨時執政內閣
临时执政內閣成立於民國十三年（1924年）11月24日，結束於次年12月26日。
1924年11月15日，张作霖、冯玉祥等公推段祺瑞为临时总执政；11月24日，段祺瑞入京就职，同日，公布《临时政府组织条例》，不设内阁总理，由临时总执政主持国务会议、任命各部总长。
1925年12月26日，段祺瑞政府修正《临时政府组织条例》，仍设国务院，置内阁总理。

## 內閣成員
| 職位       | 姓名   |
| ---------- | ------ |
| 临时总执政 | 段祺瑞 |
| 外交總長   | 唐绍仪 |
| 內務總長   | 龚心湛 |
| 財政總長   | 李思浩 |
| 陸軍總長   | 吴光新 |
| 海軍總長   | 林建章 |
| 司法總長   | 章士钊 |
| 教育總長   | 王九龄 |
| 農商總長   | 杨庶堪 |
| 交通總長   | 叶恭绰 |